# Смолянське (заказник)
Смоля́нське — гідрологічний заказник місцевого значення в Україні. Розташований у межах Борзнянського району Чернігівської області, на південний захід від села Сидорівка. 
Площа 15 га. Статус присвоєно згідно з рішенням Чернігвського облвиконкому від 27.12.1984 року № 454; від 28.08.1989 року № 164. Перебуває у віданні ДП «Борзнянське лісове господарство» (Берестовецьке л-во, кв. 36, 43, 44). 
Статус присвоєно для збереження лучно-болотного природного комплексу, розташованого на заболоченій заплаві річки Смолянка (притока Десни), серед лісового масиву, в якому зростають вільха, сосна, дуб.